# Grafí
El grafí és un al·lòtrop del carboni que consisteixen en una combinació d'àtoms de carboni hibridats amb sp i sp2 amb enllaços dobles i triples en la seva estructura.
La denominació grafí està formada per la base graf(it) i el sufix -í designador d'hidrocarburs amb triple enllaços, paral·lelament a formes com ara alquí (de alcohol + -í) i etí (de etil + -í).
S'han proposat diverses d'estructures de grafí, les més importants són l'α-grafí, el β-grafí i el γ-grafí. Aquestes estructures tenen diverses disposicions d'àtoms i simetries, així com proporcions variables de carbonis hibridats amb sp i sp2. Fins al 2022, s'havien sintetitzat fragments de grafí de baixa massa molecular, que mostraven propietats optoelectròniques interessants, complementant les propietats predites pels càlculs teòrics. El maig del 2022 un grup de científics dirigits per Wei Zhang de la Universitat de Colorado a Boulder als EUA i Yingjie Zhao de la Universitat de Ciència i Tecnologia de Tsingtao a la Xina, aconseguiren sintetitzar γ-grafí cristal·lí.

## Història

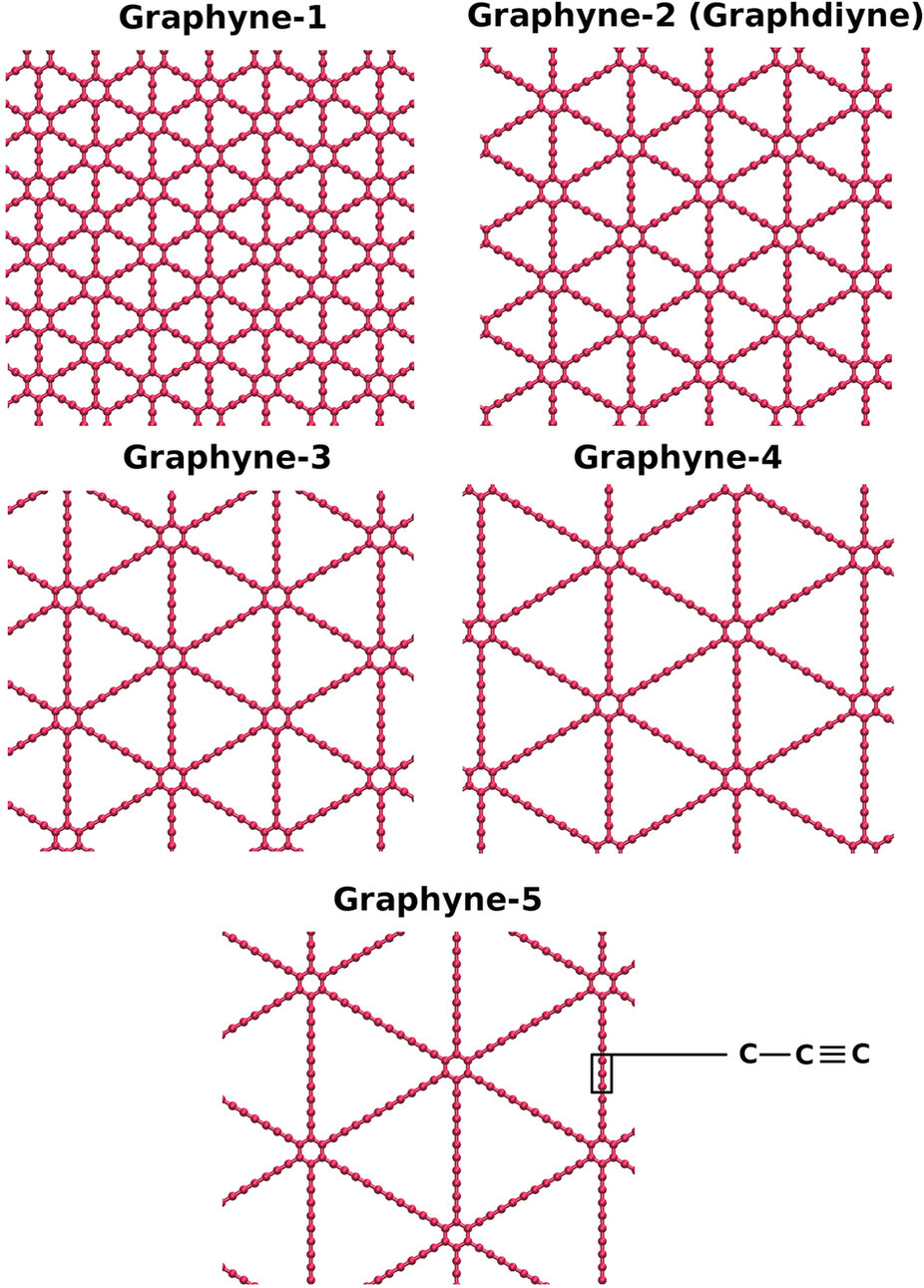
Diferents grafins.

S'han dedicat enormes esforços d'investigació a la síntesi de nous al·lòtrops de carboni, que inclouen els hibridats amb sp2, ful·lerè (Premi Nobel de Química el 1996), nanotubs de carboni o el grafè (Premi Nobel de Física el 2010). Tots aquests al·lòtrops es componen d'àtoms de carboni amb un sol tipus d'hibridació. Tanmateix, n'hi ha molts més composts per diverses combinacions d'àtoms de carboni hibridats sp3, sp2 i sp i encara per descobrir.

Estructura del γ-grafí.

Els grafins són al·lòtrops de carboni en dues dimensions similars al grafè, material òpticament transparent i mecànicament flexible, però alhora fort i electrònicament conductor. El descobriment del grafè el 2004 inaugurà una nova era de materials bidimensionals i tecnologia quàntica. A diferència del grafè, que consisteix únicament en carbonis hibridats sp2, el grafí conté carbonis hibridats sp integrats regularment en una estructura de carbonis hibridats sp2. Es predigué que el grafí mostraria propietats úniques de conducció d'electrons, mecàniques i òptiques. Concretament, la conducció d'electrons en grafí seria excepcionalment ràpida, com és en el grafè. No obstant això, la conducció d'electrons en alguns tipus de grafí es podria controlar en una direcció definida, a diferència de la conducció multidireccional del grafè, perquè els enllaços triples poden crear distorsió en els cons de Dirac. Diferents grups de científics sintetitzaren una varietat de fragments de grafí de baixa massa molecular o arquitectures moleculars lligades a etinilè, que inclouen carbí, i van mostrar atractives propietats optoelectròniques i d'autoassemblatge. La majoria dels intents de sintetitzar grafins es limitaren a utilitzar reaccions d'acoblament irreversibles, com l'acoblament Glaser-Hay, sobre una superfície de coure o interfícies aire-aigua. També s'ha intentat la síntesi a gran escala mitjançant un acoblament irreversible entre l'hexabromobenzè i carbur de calci, amb un èxit limitat. Tanmateix, l'estructura de grafí més estable, γ-grafí, que consisteix en blocs de construcció alternats de fenilè (només carbonis hibridats sp2) i etinilè (només carbonis hibridats sp), no es realitzà completament de forma experimental fins al 2022.

## Síntesi
La síntesi realitzada del γ-grafí emprà coma a monòmer principal l'1,2,3,4,5,6-hexapropinilbenzè. La metàtesi d'alquins d'aquest monòmer produeix but-2-í com a subproducte, que es pot eliminar per destil·lació a pressió reduïda gràcies al seu baix punt d'ebullició.

## Aplicacions
Tot i que el grafí encara no està disponible pel seu ús industrial, les seves propietats són prometedores per a diverses aplicacions, com ara nanocàrregues, transistors, sensors, híbrids metàl·lics semiconductors, conductors anisòtrops i desalinizadores.